# 게이브리얼 배소
게이브리얼 배소(Gabriel Basso, 1994년 12월 11일 ~ )는 미국의 배우이다.

## 출연 작품

### 영화
- 굿바이 초콜릿 (2007)
- 앨리스 업사이드 다운 (2007)
- 알라바마 문 (2009, Alabama Moon)
- 슈퍼 에이트 (2011)
- 킹 오브 썸머 (2013)
- Anatomy of the Tide (2013)
- 더 하이브 (2014, The Hive)
- 킬러 인 하이스쿨 (2015)
- 이타카 (2015)
- 아메리칸 레슬러: 더 위저드 (2016, American Wrestler: The Wizard)
- 더 홀 트루스 (2016)
- 힐빌리의 노래 (2020)
- 배심원 #2 (2024)
- 스트레인저스: 챕터1 (2024)

### 텔레비전
- 아이칼리 (2009)
- 헤크 패밀리 (2010)
- 빅 씨 (2010-13)
- 퍼셉션 (2012)
- 나이트 에이전트 (2023-현재)